# 975
Il 975 (CMLXXV in numeri romani) è un anno  del X secolo.

## Eventi
- Sacro Romano Impero Germanico: Villigiso (Willigis) fu vescovo di Magonza e arcicancelliere imperiale, iniziò a costruire il Duomo di Magonza.
- Francia: viene espugnata la roccaforte saracena di Fraxinetum (l'odierna La Garde-Freinet), che dall'890 era diventata un punto di partenza per le scorrerie moresche in Provenza e in Liguria.

## Nati
- 11 febbraio - Elia di Nisibi, vescovo cristiano orientale, scrittore e teologo siro († 1046)
- 25 luglio - Tietmaro di Merseburgo, storico e vescovo tedesco († 1018)
- Erling Skjalgsson, politico norvegese († 1028)
- Hisham III ibn Muhammad, sovrano († 1036)
- Sofia I di Gandersheim, badessa tedesca († 1039)
- Stefano di Apt, vescovo francese († 1046)

## Morti
- 4 luglio - Gwangjong di Goryeo, re coreano (n. 925)
- 8 luglio - Edgardo I d'Inghilterra, re
- 20 luglio - Attone di Guiberto, conte italiano
- 27 luglio - Renoul d'Angoulême, conte
- 9 agosto - Burcardo I di San Gallo, abate tedesco
- 15 ottobre - Oberto I di Milano, nobile italiano
- 26 novembre - Corrado di Costanza, vescovo e santo tedesco
- 27 dicembre - Balderico di Utrecht, vescovo cattolico franco
- Al-Mu'izz li-din Allah, imam e califfo (n. 931)
- Dyfnwal III di Strathclyde, sovrano
- Elia I di Périgord, conte
- Gu Hongzhong, pittore cinese (n. 937)
- Ljut Sveneldič, nobile russo
- Domnall III di Strathclyde, re scozzese
- Skoglar Toste, norrena (n. 909)
- Yahya ibn Muhámmad ibn Háshim at-Tuyibi

## Calendario
| Calendario 975 | Calendario 975 | Calendario 975 | Calendario 975 | Calendario 975 | Calendario 975 | Calendario 975 | Calendario 975 | Calendario 975 | Calendario 975 | Calendario 975 | Calendario 975 | Calendario 975 | Calendario 975 | Calendario 975 | Calendario 975 | Calendario 975 | Calendario 975 | Calendario 975 | Calendario 975 | Calendario 975 | Calendario 975 | Calendario 975 | Calendario 975 | Calendario 975 | Calendario 975 | Calendario 975 | Calendario 975 | Calendario 975 | Calendario 975 | Calendario 975 | Calendario 975 | Calendario 975 |
| -------------- | -------------- | -------------- | -------------- | -------------- | -------------- | -------------- | -------------- | -------------- | -------------- | -------------- | -------------- | -------------- | -------------- | -------------- | -------------- | -------------- | -------------- | -------------- | -------------- | -------------- | -------------- | -------------- | -------------- | -------------- | -------------- | -------------- | -------------- | -------------- | -------------- | -------------- | -------------- | -------------- |
|                | 1              | 2              | 3              | 4              | 5              | 6              | 7              | 8              | 9              | 10             | 11             | 12             | 13             | 14             | 15             | 16             | 17             | 18             | 19             | 20             | 21             | 22             | 23             | 24             | 25             | 26             | 27             | 28             | 29             | 30             | 31             |                |
| Gennaio        | Ve             | Sa             | Do             | Lu             | Ma             | Me             | Gi             | Ve             | Sa             | Do             | Lu             | Ma             | Me             | Gi             | Ve             | Sa             | Do             | Lu             | Ma             | Me             | Gi             | Ve             | Sa             | Do             | Lu             | Ma             | Me             | Gi             | Ve             | Sa             | Do             |                |
| Febbraio       | Lu             | Ma             | Me             | Gi             | Ve             | Sa             | Do             | Lu             | Ma             | Me             | Gi             | Ve             | Sa             | Do             | Lu             | Ma             | Me             | Gi             | Ve             | Sa             | Do             | Lu             | Ma             | Me             | Gi             | Ve             | Sa             | Do             |                |                |                |                |
| Marzo          | Lu             | Ma             | Me             | Gi             | Ve             | Sa             | Do             | Lu             | Ma             | Me             | Gi             | Ve             | Sa             | Do             | Lu             | Ma             | Me             | Gi             | Ve             | Sa             | Do             | Lu             | Ma             | Me             | Gi             | Ve             | Sa             | Do             | Lu             | Ma             | Me             |                |
| Aprile         | Gi             | Ve             | Sa             | Do             | Lu             | Ma             | Me             | Gi             | Ve             | Sa             | Do             | Lu             | Ma             | Me             | Gi             | Ve             | Sa             | Do             | Lu             | Ma             | Me             | Gi             | Ve             | Sa             | Do             | Lu             | Ma             | Me             | Gi             | Ve             |                |                |
| Maggio         | Sa             | Do             | Lu             | Ma             | Me             | Gi             | Ve             | Sa             | Do             | Lu             | Ma             | Me             | Gi             | Ve             | Sa             | Do             | Lu             | Ma             | Me             | Gi             | Ve             | Sa             | Do             | Lu             | Ma             | Me             | Gi             | Ve             | Sa             | Do             | Lu             |                |
| Giugno         | Ma             | Me             | Gi             | Ve             | Sa             | Do             | Lu             | Ma             | Me             | Gi             | Ve             | Sa             | Do             | Lu             | Ma             | Me             | Gi             | Ve             | Sa             | Do             | Lu             | Ma             | Me             | Gi             | Ve             | Sa             | Do             | Lu             | Ma             | Me             |                |                |
| Luglio         | Gi             | Ve             | Sa             | Do             | Lu             | Ma             | Me             | Gi             | Ve             | Sa             | Do             | Lu             | Ma             | Me             | Gi             | Ve             | Sa             | Do             | Lu             | Ma             | Me             | Gi             | Ve             | Sa             | Do             | Lu             | Ma             | Me             | Gi             | Ve             | Sa             |                |
| Agosto         | Do             | Lu             | Ma             | Me             | Gi             | Ve             | Sa             | Do             | Lu             | Ma             | Me             | Gi             | Ve             | Sa             | Do             | Lu             | Ma             | Me             | Gi             | Ve             | Sa             | Do             | Lu             | Ma             | Me             | Gi             | Ve             | Sa             | Do             | Lu             | Ma             |                |
| Settembre      | Me             | Gi             | Ve             | Sa             | Do             | Lu             | Ma             | Me             | Gi             | Ve             | Sa             | Do             | Lu             | Ma             | Me             | Gi             | Ve             | Sa             | Do             | Lu             | Ma             | Me             | Gi             | Ve             | Sa             | Do             | Lu             | Ma             | Me             | Gi             |                |                |
| Ottobre        | Ve             | Sa             | Do             | Lu             | Ma             | Me             | Gi             | Ve             | Sa             | Do             | Lu             | Ma             | Me             | Gi             | Ve             | Sa             | Do             | Lu             | Ma             | Me             | Gi             | Ve             | Sa             | Do             | Lu             | Ma             | Me             | Gi             | Ve             | Sa             | Do             |                |
| Novembre       | Lu             | Ma             | Me             | Gi             | Ve             | Sa             | Do             | Lu             | Ma             | Me             | Gi             | Ve             | Sa             | Do             | Lu             | Ma             | Me             | Gi             | Ve             | Sa             | Do             | Lu             | Ma             | Me             | Gi             | Ve             | Sa             | Do             | Lu             | Ma             |                |                |
| Dicembre       | Me             | Gi             | Ve             | Sa             | Do             | Lu             | Ma             | Me             | Gi             | Ve             | Sa             | Do             | Lu             | Ma             | Me             | Gi             | Ve             | Sa             | Do             | Lu             | Ma             | Me             | Gi             | Ve             | Sa             | Do             | Lu             | Ma             | Me             | Gi             | Ve             |                |